# Campeonato Belga de Voleibol Masculino
O  Campeonato Belga de Voleibol Masculino  é a principal competição de clubes de voleibol masculino da Bélgica.O torneio, chamado atualmente de  Euro Millions , a segunda divisão chama-se Liga B , são organizadas pela FRBVB.